# Francis Ouimet
Francis Ouimet (Brookline, Massachusetts, 8 mei 1893 - Newton, Massachusetts, 2 september 1967) was een beroemde Amerikaanse golfer. Hij won het US Open in 1913 en het US Amateur in 1914 en in 1931. Hij werd in 1974 toegevoegd aan de World Golf Hall of Fame.

## Jeugd
Francis was de zoon van twee immigranten. Vader Arthur had een Frans-Canadese achtergrond en moeder Mary Ellen Burke kwam uit Ierland. Toen hij vier jaar was verhuisden zijn ouders naar Brookline, waar ze naast de 17de green van The Country Club een huisje kochten. Toen Ouimet elf jaar was werd hij daar caddie, net als zijn oudere broer Wilfred. Al gauw was hij de beste golfer van Massachusetts, maar zijn ouders wilden dat hij ging werken om geld te verdienen.

## Golf
Zijn eerste bijzondere overwinning was in 1913. Robert Watson, de president van de USGA, nodigde hem persoonlijk uit om aan het US Open mee te doen. Onder de toeziende blik van president William Howard Taft won hij als 20-jarige amateur het US Open. Het toernooi eindigde met een play-off, die toen over 18 holes gespeeld werd door Ouimet en twee Brits Open winnaars: Harry Vardon en Ted Ray. Ze maakten een score van resp. 72, 77 en 79. Ouimet's caddie was de toen 10-jarige Eddie Lowery, met wie hij zijn hele leven bevriend bleef. Lowery verhuisde later naar Californië en werd multimiljonair. Verder waren Gene Sarazen en Bobby Jones zijn beste vrienden.
In 1914 opende hij een winkel in sportartikelen. Hierdoor verloor hij zijn amateurstatus, want de USGA ging ervan uit dat hij door zijn beroemdheid extra inkomen had. Tijdens de Eerste Wereldoorlog diende Ouimet in het Amerikaanse leger, waar hij de rang van luitenant kreeg. Na de oorlog kreeg hij zijn amateurstatus terug.
Ouimet speelde in de eerste acht edities van de Walker Cup en werd daarna vier keer captain van het Amerikaanse team.
Slechts eenmaal verloor zijn team.
Ouimet overleed op 70-jarige leeftijd. Hij was sinds 1918 getrouwd, ze hadden twee dochters.

### Gewonnen
- 1909: Boston Interscholastic
- 1910: Boston Interscholastic, Woodland Golf Club Open
- 1912: The Country Club Cup
- 1913: US Open, Massachusetts Amateur, Meadow Brook Golf Club Open
- 1914: US Amateur, Massachusetts Amateur, French Amateur
- 1915: Massachusetts Amateur, Baltimore Country Club Spring Invitational
- 1917: Western Amateur
- 1919: Massachusetts Amateur
- 1920: North and South Amateur
- 1922: Massachusetts Amateur, Houston Invitational
- 1923: St. George's Challenge
- 1924: Crump Memorial
- 1925: Massachusetts Amateur, Gold Mashie Tournament
- 1927: Crump Memorial
- 1931: US Amateur
- 1932: Massachusetts Open
- 1934: Boston Open

### Teams
- Walker Cup: 1922, 1923, 1924, 1926, 1928, 1930, 1932, 1934 (allen gewonnen), captain in 1936 (winnaars), 1938, 1847 (winnaars) en 1949 (winnaars).

### Onderscheidingen
- Bob Jones Award voor sportiviteit, uitgereikt door de USGA (eerste ontvanger).
- Francis Ouimet Room in het USGA Museum werd naar hem vernoemd.
- Ouimet is een van de drie golfers waarvan een postzegel is uitgegeven.

## Trivia
Ouimet wordt wel de Vader van Amerikaans Golf genoemd. Toen hij in 1913 het US Open won, speelden slechts 350.000 Amerikanen golf, tien jaar later was dat gestegen tot 2.000.000.